# Schlierbach (Wiese)
Der Schlierbach ist ein knapp 10 km langer Bach des Südschwarzwaldes in Baden-Württemberg. Er entspringt zwischen dem Spitzenberg und dem Raitbacher Weiler Steinighof und mündet auf Maulburger Gemeindegebiet im Gewann Herzenau von links und Süden in die Wiese.

## Geographie

### Verlauf
Der Schlierbach entspringt zwischen dem Spitzenberg und dem Steineck, auf dem sich der Raitbacher Weiler Steinighof befindet, auf etwa 682 m ü. NHN. Von dort fließt er in südwestlicher Richtung zunächst durch ein enges, bewaldetes Tal zwischen zwei kleinen Gipfeln (einer der Spitzenberg, der andere namenlos), in offener Wiesenaue nordwestlich vorbei am Raitbacher Zinken Sattelhof, um alsbald nach Süden abzubiegen und dort durch den Walddistrikt Winkelmatt zu fließen.
Durch die Holzmatt geht es wieder in südwestlicher Richtung nördlich an Kürnberg vorbei, durch die Waldgebiete Buch und Im Kratten wird die Wohnbebauung von Fahrnau erreicht. Nach der Unterquerung der B 317 verläuft der Schlierbach weiter am Rande der Wohnbebauung durch Fahrnau, erreicht alsbald die Gemarkungsgrenze zu Schopfheim, fließt dort durch das Gelände des Freibades, vorbei am Theodor-Heuss-Gymnasium, dem Kreiskrankenhaus und der Gewerbeakademie nach Gündenhausen. Nach der erneuten Unterquerung der B 317 werden die Gemeindegrenze zu Maulburg über- und alsbald die Gleise der Wiesentalbahn unterquert. Nach dem Maulburger Gewerbegebiet Riegelmatt wird ein letztes Mal die B 317 unterquert, danach mündet der Schlierbach bei der Ausleitung des Gewerbekanals Mühleteich im Gewann Herzenau auf etwa 350 m ü. NHN von links und Süden in die Wiese.
Der etwa 10 km lange Lauf des Schlierbachs endet ungefähr 330 Höhenmeter unterhalb seiner Quelle, er hat somit ein mittleres Sohlgefälle von etwa 34 ‰. Er ist nach der Kleinen Wiese, dem Prägbach und Steinenbach der viertlängste Zufluss der Wiese.

### Einzugsgebiet
Das naturräumlich zum Südschwarzwald gehörende Einzugsgebiet ist rund 13,5 km² groß und liegt zu über 95 % im Gemeindegebiet der Stadt Schopfheim, der restliche Anteil im Westen des Einzugsgebiets gehört zur Gemeinde Maulburg. Der höchste Punkt des Einzugsgebiets liegt ganz im Norden am Südhang der Hohen Möhr auf knapp 890 m ü. NHN.
Die Einzugsgebiete der folgenden Nachbargewässer grenzen an:
- Im Norden entwässert der Krebsbach oberhalb in die Wiese;
- der Abfluss jenseits der westlichen Wasserscheide gelangt über den Schammernbach und die Hasel in die Wehra, einen Zufluss des Rheins oberhalb der Wiese;
- im Südosten grenzt das Einzugsgebiet des Bechtelesgrabens mit seinem Oberlauf Dossenbach an, der ebenfalls in den Rhein entwässert;
- im Süden liegt das Einzugsgebiet des Floßkanals, der aus dem Schlierbach ausgeleitet wird und in Höllstein in die Wiese mündet.

Im Südosten des Schlierbach-Einzugsgebiets liegt der Eichener See, ein nur zeitweise erscheinender Karstsee.

### Zuflüsse
Liste der Zu- und Abflüsse von der Quelle zur Mündung (abgefragt oder abgemessen auf der amtlichen Gewässerkarte, namenlose Bäche werden nicht berücksichtigt):
Name (Mündungsseite), Gewässerkennzahl, Länge
- Hofackerbach (links), DGKZ: 232-72112, 0,2 km
- Schlierbach (rechter Oberlauf) (rechts), DGKZ: 232-72114, 0,7 km
- Glasbach (links), DGKZ: 232-7212, 1,2 km, in diesen mündet:
  - Steinighaldenbach (rechts), DGKZ: 232-7212, 0,5 km
- Dorfbach (links), DGKZ: 232-72132, 0,3 km
- Tifzelbach (rechts), DGKZ: 232-7214, 0,9 km
- ← Einleitung Schopfheimer Wuhr, Oberlauf: Krebbach (rechts), DGKZ: 232-722, 1,8 km
- Wolfsgrüblebach (links), DGKZ: 232-7232, 0,2 km
- Wallsbach (links), DGKZ: 232-7234, 0,5 km
- Dorfbach (links), DGKZ: 232-724, 1,8 km, in diesen mündet:
  - Erlensbach (links), DGKZ: 232-7242, 1,0 km
- → Ausleitung Floßkanal (rechts), DGKZ: 232-742, 5,6 km
- ← Einleitung Städtische Wuhr (links), DGKZ: 232-7292, 1,8 km

### Flusssystem Wiese
- Fließgewässer im Flusssystem Wiese

## Fauna
2017 wurde ein Teilstück des Schlierbachs in Gündenhausen wegen des Baus eines Parkplatzes nach Süden verlegt. Im Rahmen einer Abfischaktion wurden vom Angelsportverein Schopfheim die Fische mittels Elektrofischens eingefangen und in das neue Bachbett umgesetzt. Ebenso wurde eine dünne Schicht Schlamm abgetragen und damit die darin lebenden Kleinstlebewesen in das neue Bachbett umgesiedelt.
Im Herbst 2024 wurde berichtet, dass sich am Schlierbach, ebenfalls in Gündenhausen, ein Biber angesiedelt hat.